# 下内間木
下内間木（しもうちまぎ）は、埼玉県朝霞市の大字。旧新座郡下内間木村。郵便番号は351-0002。

## 地理
朝霞市の東南部に位置し、北部を上内間木、荒川を跨いだ東部を戸田市重瀬・内谷・美女木、東南部は和光市新倉、新河岸川を跨いだ南部を台、根岸西部を田島と接している。地区の西辺及び南辺は新河岸川の流路変更の影響もあり交錯しているだけでなく田島・根岸・台・新倉とともに飛地群を形成している。また、新河岸川の対岸、台とは内間木橋で接続していたが、2020年7月1日に廃止となった。朝霞水門の一部もまた台の飛地になっている。
西南部には約20ヘクタールの朝霞調節池が存在する。新河岸川を跨いだ和光市新倉6丁目とは人道橋で結ばれているが、この人道橋はジャパンエナジー朝霞油槽所の石油パイプライン上に設置されたメンテナンス用設備であり、関係者以外が渡ることは出来ない。
地内は低湿な沖積低地である。かつては短冊状の水田地帯だったが、1970年代以降は工業用地及び畑作用地が増えている。工場の他残土置場、中間処分場、最終処分場が散見される。また荒川沿いの河川敷は朝霞パブリックゴルフ場のコース南半分になっている。
地内を南北に市道が貫いている。最寄駅は東武東上線朝霞台駅（JR武蔵野線北朝霞駅）になるが、約2 km離れている。また朝霞市内循環バス根岸台線が通っており、これを利用して朝霞台駅（北朝霞駅）に到達できる。地内には下内間木・下内間木榎戸の2つのバス停留所が設置されている。

### 河川
- 荒川 - 東辺を南流している一級河川。かつては渡船が存在した。
- 新河岸川 - 西辺・南辺を流れる一級河川。かつては水運に利用された。

### 湖沼
- 朝霞調節池

## 歴史
1591年（天正19年）5月17日、前年の小田原城落城を受けて、徳川家康から加藤源四郎正勝が内間木の他入間郡池辺村・大仙波村併せて300石の土地を賜ったとされている。
元来水害の多いところだったが、1629年（寛永6年）に旧入間川が荒川の本流になって後、水害の常襲区域となった。たびたび水害に見舞われるため農民は土地の高いところに畑を作り、他は専ら散在野をはじめとする原野での採集を産業としていた。三方を川に阻まれ、さらに原野の隔てがあったため近隣の村との交わりも疎く、貧しく質素な暮らしぶりだった。外来者が殆ど無い上に貧しい村だったために家々は戸を閉ざすことが無かったと言われる。また、家一軒ごとに舟を備え洪水の際には台地に逃げるようにしていたと言われる。
江戸時代に入って後御料所となり、さらに後化政期には代官・川崎平右衛門の支配となっている。江戸期には既に荒川の対岸とは地蔵河岸の渡しが存在し、航路が開かれていた。『正保国絵図』に掲載されている「羽根倉渡三十五間」とはこの地蔵河岸の渡しの旧名と見られている。この時代の小名として西口、散在、渦淵（うつけ）、おもせがある。『武蔵田園簿』及び元禄郷帳において村高17石と記録されている。1627年（寛永4年）に江川太郎左衛門による検地を受けている。『新編武蔵風土記稿』では家数70軒。
明治時代に入って下内間木村は1872年（明治5年）の大区小区制では第二大区第六小区、翌1873年（明治6年）の熊谷県設置以降は南第二大区第六小区に配置された。1876年（明治9年）の人口は335人。
1878年（明治11年）の郡区町村編制法において大区小区制は廃止されたが、1884年（明治17年）の連合戸長制の実施により、下内間木村は浜崎村・宮戸村・田島村・上内間木村・台村・岡村・根岸村と連合して浜崎村連合戸長役場を置いた。
1889年（明治22年）4月1日の町村制施行の際、下内間木村は上内間木村・浜崎村・宮戸村・田島村と合併し新座郡内間木村となり、下内間木は内間木村の大字となった。翌1890年（明治23年）の第一回帝国議会において「郡分合ニ関スル法案」が提出され、これを受けて埼玉県知事小松原英太郎が内務省に対し「新座郡を北足立郡に統合することは全く問題ない」と上申したことが発端となり、内間木村を含む2町7ヶ村から北足立郡への統合を撤回するとともに、東京府北豊島郡への統合を求める請願運動が起きた。しかし、1896年（明治29年）3月29日には榑橋村及び新倉村の一部を除いて北足立郡への統合が行われ、下内間木は北足立郡内間木村の大字となった。
1910年（明治43年）8月11日の荒川大洪水では家々は軒先まで水に浸かり、人畜・家屋・田畑に甚大な損害を受けた。これを受けて荒川は大規模な改修工事を行い、流路の変更が行われた。その結果、1923年（大正13年）工事は完成したが、重瀬地区（字重瀬・原通・北地蔵木・南地蔵木・山室・有毛・渦・奥渦・野中）は荒川の東側に分断され、小学校に通う児童が風雨の為渡船の出ない日は秋ヶ瀬橋を迂回しなければならないなど不便が多かった。
1944年（昭和19年）2月11日の戦時町村合併促進法により、内間木村は志木町、入間郡宗岡村、水谷村と合併し、志紀町となった際、重瀬地区は北足立郡美笹村に編入された。重瀬地区を除いた部分は志紀町大字下内間木となった。この戦時合併は1948年（昭和23年）4月1日に解体され、元の内間木村下内間木に戻った。
1954年（昭和29年）には重瀬地区の全34戸及び船上生活3戸の移住が完了し、重瀬地区は無人となった。
1955年（昭和30年）4月1日、内間木村は朝霞町と合併し、北足立郡朝霞町大字下内間木となった。
1967年（昭和42年）3月15日には市制施行により朝霞市大字下内間木となった。1983年8月1日には一部が田島1・2丁目に吸収された。
1996年（平成8年）には朝霞水門が完成、2006年には朝霞調節池が完成し運用開始され、水害の危険性を抑えている。

### 地名の由来
内間木の名は江戸名所図会によれば武蔵五牧のひとつ立野の一部を占めることから内牧の転訛で、河川以内の牧野を示す説の他、特定の一族内部の牧とする説もある。頭につけられた「下」は、上内間木に比べて河川の下流にあることを示す。

### 沿革
- 1591年（天正19年）5月17日 - 加藤源四郎正勝が、内間木・池辺・大仙波の所領300石を賜る。
- 1871年（明治4年）12月25日 - 廃藩置県により、入間県に所属、入間県新座郡下内間木村となる。
- 1872年（明治5年）10月10日 - 大区小区制の施行により第二大区第六小区に属する。
- 1873年（明治6年）6月15日 - 入間県が群馬県と合併し、熊谷県となる。大区小区は南第二大区第六小区に属する。
- 1876年（明治9年）8月21日 - 第2次府県統合により、埼玉県の管轄となる。
- 1884年（明治17年） - 連合戸長制の実施により、浜崎村・宮戸村・田島村・上内間木村・台村・岡村・根岸村と連合して浜崎村連合戸長役場を設置する。
- 1889年（明治22年）4月1日 - 町村制の施行により、下内間木村は浜崎村・宮戸村・田島村・上内間木村と合併し新座郡内間木村となり、新座郡内間木村大字下内間木となる。
- 1896年（明治29年）3月29日 - 新座郡が北足立郡に統合され、北足立郡内間木村大字下内間木となる。
- 1923年（大正13年） - 荒川大改修が完成し、重瀬地区が荒川東岸に分離される。
- 1944年（昭和19年）2月11日 - 戦時町村合併促進法により内間木村が志木町、宗岡村、水谷村と合併し、志紀町となり、北足立郡志紀町大字下内間木となる。重瀬地区が美笹村（現・戸田市）に移る。
- 1948年（昭和23年）4月1日 - 合併が解消され内間木村は再置、北足立郡内間木村大字下内間木となる。
- 1955年（昭和30年）4月1日 - 内間木村が朝霞町と合併、北足立郡朝霞町大字下内間木となる。
- 1967年（昭和42年）3月15日 - 市制施行により朝霞市大字下内間木となる。
- 1983年（昭和58年）8月1日 - 一部が大字田島・大字根岸の各一部と併せ住居表示を田島1・2丁目とする。

## 施設
- 朝霞パブリックゴルフ場
- 内間木橋（2020年7月1日廃止）[4][5]
- 朝霞水門
- 内間木健康センター
- 朝霞調節池
  - 内間木排水機場
- 下内間木町内会館
- 井原養鶏場
- 氷川神社
- 西福寺観音堂 - 新義真言宗の寺院[9]。開山は権大僧正香泉（寛永20年没）と伝えられる[8][9]。山号は宝聚山 [17][9]。

## 世帯数と人口
2017年（平成29年）10月1日現在の世帯数と人口は以下の通りである。
| 大字     | 世帯数  | 人口  |
| -------- | ------- | ----- |
| 下内間木 | 112世帯 | 246人 |

## 小・中学校の学区
市立小・中学校に通う場合、学区は以下の通りとなる。
| 番地         | 小学校                 | 中学校                 |
| ------------ | ---------------------- | ---------------------- |
| 113〜121番地 | 朝霞市立朝霞第九小学校 | 朝霞市立朝霞第二中学校 |
| その他       | 朝霞市立朝霞第三小学校 | 朝霞市立朝霞第五中学校 |

## 交通
地内に鉄道は敷設されていない。

### バス
- 朝霞市内循環バス 内間木線
  - 内間木公園 - 丸沼 - 上内間木 - 下内間木 - 下内間木榎戸 - 新盛橋 - 花の木 - TMGあさか医療センター - 北朝霞駅